# Бьюкенен, Джон Макленнан
Джон Макленнан Бьюкенен (англ. John MacLennan Buchanan; 22 апреля 1931, Сидни, Новая Шотландия — 3 октября 2019, Галифакс, Новая Шотландия) — канадский юрист и политик. Министр рыболовства и общественных работ Новой Шотландии, затем в 1978—1990 годах премьер Новой Шотландии и в 1990—2006 годах сенатор Канады. Член Тайного совета королевы для Канады (1982).

## Биография

### Юность и юридическая карьера
Джон Бьюкенен родился в 1931 году в Сидни (Новая Шотландия) в семье Мердока и Флоры Бьюкенен. Помимо него, в семье было ещё четверо детей. Его отец умер, когда Джону было 11 лет. Бьюкенен окончил Академию Сидни (местную среднюю школу), затем некоторое время работал на сталепрокатном заводе, прежде чем поступить в Университет Маунт-Эллисон (Нью-Брансуик). В 1954 году получил степень бакалавра наук и лицензию инженера. Продолжил высшее образование в Техническом колледже Новой Шотландии, где изучал металлургию, и в Университете Дэлхаузи, где обучался юриспруденции.
В 1954 году женился на Мавис Олив Шарлотте Форсайт; в этом браке родились пятеро детей — два сына и три дочери. Окончив учёбу в 1958 году, стал адвокатом в Галифаксе — вначале в конторе Ральфа Меджука, а затем открыв собственную фирму.

### Приход в политику
Политическую карьеру Бьюкенен начал в 1967 году, когда был избран в Генеральную ассамблею Новой Шотландии от только что сформированного избирательного округа Галифакс-Атлантический (в основном включавшего пригород Спрайфилд, где располагалась его контора). Бьюкенен, избранный в ассамблею как кандидат от Прогрессивно-консервативной партии, в 1969—1970 годах занимал пост министра рыболовства и общественных работ в кабинете премьера Джорджа Айзека Смита.
На выборах 1970 года партия Бьюкенена с минимальным перевесом (21 мандат против 23 у либералов под руководством Джеральда Ригана) потерпела поражение на провинциальных выборах и перешла в оппозицию. Сам Бьюкенен своё место в ассамблее сохранил и в марте 1971 года принял участие в борьбе за пост лидера партии, победив двух остальных кандидатов — мэра Дартмута Роли Торнхилла и своего бывшего коллегу по правительству Джеральда Доусета. Под его руководством была начата перестройка партии, однако к следующим выборам, в 1974 году, консерваторы не только не вернулись к власти, но и потеряли ещё ряд мандатов. Тем не менее Бьюкенену удалось сохранить за собой лидерство в партии.
В период между 1974 и 1978 годами либеральное правительство Новой Шотландии объединило ряд электрических компаний в одну государственную корпорацию. В связи с повышением цен на нефть цены на электроэнергию в провинции также сильно выросли. Кроме того, росли и расходы правительства. Консерваторы, критиковавшие правительство за неэкономную политику, перед выборами 1978 года обещали сократить расходы и остановить рос цен на электричество и одержали уверенную победу, получив 31 мандат против 17 у либералов.

### Премьер-министр Новой Шотландии
Бьюкенен и его партия продолжили развивать успех на двух следующих выборах: в 1981 году они получили 37 мандатов, а в 1984 году — 42. Сокращения расходов правительства начались с уменьшения количества министров с 19 до 14. Важное место в деятельности кабинета Бьюкенена занимала энергетика. С одной стороны, усиленными темпами развивалась добыча ископаемого топлива — были открыты новые угольные шахты и расширена добыча шельфовой нефти; с этим направлением был также связан проект поставок электричества, производимого на угольных электростанциях, в Новую Англию по подводному кабелю. С другой стороны, получил развитие проект приливных электростанций в заливе Фанди, отличающемся высокими приливами. В 1984 году начала работу ПЭС Аннаполис — первая в Северной Америке приливная электростанция. В рамках борьбы за создание новых рабочих мест ассамблея, в которой большинство составляли консерваторы, приняла закон, согласно которому юнионизация «взаимосвязанных» производств по всей провинции могла происходить только одновременно. Это действительно привело к расширению производства — в частности, в провинции открылся новый завод фирмы Michelin, из-за чего критики прозвали данный закон «мишленовским».
С 1981 года правительство Бьюкенена также уделяло повышенное внимание поддержке франкофонного меньшинства Новой Шотландии — акадийцев. В рамках правительственного курса оказывалась поддержка культурным организациям акадийцев, развитию франкоязычных школьных советов, использованию французского языка в государственных учреждениях, располагавшихся в акадийских общинах. Несколько акадийцев были назначены министрами в правительстве Бьюкенена.
В начале 1980-х годов Бьюкенен принимал деятельное участие в процессе завершения получения Канадой полного суверенитета (известном в Канаде как «патриация конституции»). Премьер-министр Новой Шотландии был одним из «банды восьми» — группы премьеров, выступавших против включения в новую конституцию положений Канадской хартии прав и свобод, сильнее ограничивающих независимость провинций. В итоге был достигнут компромисс, позволявший провинциям отказываться от выполнения некоторых из пунктов хартии.
К выборам 1988 года правительство Новой Шотландии подошло с почти 8-процентной безработицей, и либералы выдвинули на выборах программу, предусматривавшую значительное увеличение социальных расходов. На репутации консерваторов сказалось также то, что двое депутатов от этой партии были уличены в финансовом подлоге. Бьюкенен лично настоял на исключении из партии своего бывшего друга и министра культуры Новой Шотландии Билли-Джо Маклина. Однако несмотря на проблемы, испытываемые консерваторами в целом, личная популярность Бьюкенена, получившего прозвище «Тефлоновый Джон», оставалась очень высокой, что и позволило консерваторам сохранить большинство (28 мест) в ассамблее. Однако либералы продолжали обвинять членов кабинета Бьюкенена, в том числе и самого премьера, в коррупции и получении «откатов» от правительственных контрактов. Хотя в 1991 году канадская полиция пришла к выводу о недостаточности доказательств для возбуждения уголовного дела против Бьюкенена, он сам к этому времени подал в отставку. В общей сложности он занимал пост премьера 12 лет — больше, чем любой другой представитель консерваторов в Новой Шотландии, уступая только либералам Джорджу Маррею и Ангусу Макдональду.

### Дальнейшая жизнь
Почти сразу же после того, как Бьюкенен оставил пост премьера, премьер-министр Канады Брайан Малруни назначил его сенатором — шаг, в условиях ведущегося следствия вызвавший резкую общественную критику. Ранее Бьюкенен выступал против назначаемого сената и по получении места в этом органе продолжал доказывать, что он должен быть преобразован в выборный. Тем не менее Бьюкенен сохранял за собой пост сенатора протяжении 16 лет, до ухода в отставку в апреле 2006 года по достижении 75-летнего возраста. Как сенатор он продолжал бороться за права акадийцев и канадцев-франкофонов в целом. После завершения политической карьеры он вернулся в адвокатскую фирму, продолжая работать в течение следующего десятилетия с небольшим количеством клиентов.
Как в годы политической активности, так и после этого заслуги Джона Бьюкенена отмечались различными наградами и званиями. Он был почётным доктором нескольких университетов Новой Шотландии, а также Университета Маунт-Эллисон. В 1982 году Бьюкенен, как и другие участники канадского конституционного процесса, был удостоен членства в Тайном совете королевы для Канады. В 2012 году журнал Policy Options опубликовал составленный экспертами список лучших провинциальных премьеров Канады за последние 40 лет, в который на последнем, 18-м, месте вошёл и Бьюкенен.
В 2008 году Бьюкенену был имплантирован электрокардиостимулятор. Бывший премьер и сенатор умер в октябре 2019 года в возрасте 88 лет у себя дома в Спрайфилде.